# مهدي عبد الهادي
"محمد مهدي" فؤاد عبد الهادي (1944 - 15 يناير 2025)، هو كاتب وحقوقي وسياسي ومؤرخ فلسطيني. كان عضوًا في مجلس أوقاف القدس.

## دراسته
وُلد في مدينة نابلس في 22 آذار 1944. انتسب لكلية الحقوق في جامعة دمشق (1965-1970) وحصل على إجازة (ليسانس) في الحقوق.
في عام 1981 غادر إلى بريطانيا ليتابع تحصيله العلمي، فالتحق بجامعة برادفورد وحصل على شهادة الماجستير ثم الدكتوراه في العلوم السياسية وكانت أطروحته بعنوان «العلاقات الفلسطينية – الأردنية من عام (1921-1951)». تخرج عام 1984 ثم التحق بجامعة هارفارد في الولايات المتحدة كزميل في مركز العلاقات الدولية (1984-1985).

## سيرته العملية
عمل أثناء دراسته كاتباً في المحكمة المركزية (البداية) في القدس حتى الاحتلال الإسرائيلي في حزيران عام 1967. انضم لإضراب المحامين العرب في القدس اثر الاحتلال الإسرائيلي واحتجاجاً على الإجراءات غير القانونية في «ضم» مدينة القدس لإسرائيل. شارك مع يوسف نصري نصر بتأسيس جريدة «الفجر» المقدسية الأسبوعية وعمل محرراً لها.
في عام 1972، أسس مع مجموعة من الخريجين العرب «نادي الغد» في القدس كملتقى فكري للشابات والشبان وانتخب رئيساً له حتى عام 1974.أسس مكتب العلاقات العامة والإعلام في جامعة بيرزيت وعين مديراً له (1977-1980)، وأصدر خلالها سلسلة من النشرات والمطبوعات الإعلامية أبرزها «النشرة» الشهرية المتخصصة في القضايا الجامعية والتعليمية. شارك في تأسيس مجلس التعليم العالي في الضفة الغربية وانتُخب أميناً عاماً للمجلس منذ عام (1977-1980). قام بتأسيس جمعية الملتقى الفكري العربي في القدس عام 1977 وانتُخب رئيساً لها حتى عام 1980، وأصدر خلالها أول كتاب حول الاستيطان الإسرائيلي بعد الاحتلال بعنوان «المستوطنات الإسرائيلية في القدس والضفة الغربية المحتلة (1967-1977)» إصدار جمعية الملتقى الفكري العربي – القدس عام 1977.
عمل مستشاراً في اللجنة الأردنية – الفلسطينية المشتركة ووزارة شؤون الأرض المحتلة (1985-1986). عاد إلى القدس في عام 1986، وشارك في الندوة الدولية لمعهد سالزبورغ حول المدن المقسمة: القدس – برلين- بلفاست... الخ. عمل محاضراً غير متفرغ في جامعات فلسطينية وأوروبية حول قضايا الصراع العربي – الإسرائيلي 1986-1987.
ساهم في تأسيس وقيادة العديد من المؤسسات والهيئات الفلسطينية منذ عام 1987، ومنها:
- تأسيس الجمعية الفلسطينية الأكاديمية للشؤون الدولية، وانتُخب رئيساً لها عام 1988
- مؤسسة جامعات البحر الأسود، بوخارست عام 1990.
- شارك مع فيصل الحسيني في تأسيس «مجلس القدس العربي» وانتُخب أميناً عاماً للمجلس (1992-1995)
- شارك في تأسيس «المجلس الفلسطيني للعدل والسلام» في رام الله.

## كتبه
- المسألة الفلسطينية ومشاريع الحلول السياسية (1934-1974).
- تطور العلم العربي منذ الفتح الإسلامي حتى القرن العشرين. عمان. 1986.
- شؤون الأرض المحتلة. 1985. عمان.

## دراسات وأبحاث
أصدر العديد من الأبحاث والمقالات المنشورة ومنها:
- وثائق عن القدس. في أربعة مجلدات باللغة الإنجليزية. مؤسسة باسيا (PASSIA) –القدس 2006.
- شخصيات فلسطينية- (ببليوغرافيا) باللغة الإنجليزية.
- الطريق المسدود: استطلاع حلول بديلة للصراع الفلسطيني – الإسرائيلي.
- المسألة الفلسطينية في خرائط (1878-2002)مائة عام من تاريخ فلسطين (أحداث القرن العشرين).
- حوار الأديان 1996-1998.
- السياسات الخارجية نحو فلسطين والشرق الأوسط (1995-1998).
- حوار حول بناء الدولة الفلسطينية والهوية الفلسطينية (1995-1998). 1999.
- حوار حول قضايا القدس (1990-1998). مؤسسة باسيا. القدس. 1998.
- وثائق عن فلسطين، المجلد الأول والثاني (باللغة الإنجليزية)مؤسسة باسيا. 1997.
- ملاحظات عن الاجتماعات الفلسطينية الإسرائيلية في المناطق المحتلة (1967-1987). مؤسسة باسيا. 1988.
- الانفصال الأردني 1988.
- المستوطنات الإسرائيلية في القدس والضفة الغربية المحتلة (1967-1977). جمعية الملتقى الفكري العربي – القدس. 1977.
- المسألة الفلسطينية ومشاريع الحلول السياسية 1934-1974.

## وفاته
تُوفي في 15 يناير 2025، وشيع من المسجد الأقصى في 17 يناير 2025 ودُفن في القدس.